# Povenec
Povenec (in russo Повенец?; in careliano: Poventsa) è un insediamento di tipo urbano della Russia situato nella Repubblica di Carelia. Si trova nel rajon Medvež'egorskij e ha un proprio centro amministrativo.
L'insediamento si trova sulla riva della baia Povenec del lago Onega, 26 km a est della stazione ferroviaria Medvež'ja Gora (sulla linea San Pietroburgo - Murmansk).